# Bidens hivoana
Bidens hivoana là một loài thực vật có hoa trong họ Cúc. Loài này được O.Deg. & Sherff mô tả khoa học đầu tiên năm 1934.